# Muhammad ibn Nusayr an-Namiri
Muhammad ibn Nusajr an-Namiri lub Ibn Nusajr (zm. po 868) − uczeń jednego z dwunastu imamów, Hasana al-Askariego, który ogłosił się jego i Muhammada al-Mahdiego przedstawicielem i odrzucił autorytet Czterech Zastępców. Wyznawcy Ibn Nusajra są zwani alawitami.